# Lenín Bueno Suárez
Lenín Alfonso Bueno Suárez (Riohacha, 16 de junio de 1950-Barranquilla, 27 de noviembre de 2019), conocido también como "Leabus", fue un narrador, locutor radial, periodista, sociólogo, director artístico, presentador, productor y compositor de vallenato colombiano.

## Inicios
Lenín fue hijo de Adriano Bueno Frías, quien era intérprete del trombón y el bombardino. Su abuelo paterno fue "Chico" Bueno, quien fue miembro de la banda de Francisco Moscote, conocido como "Francisco El Hombre".
A los 18 de edad, en 1968, Lenín abandonó su Riohacha natal y se fue a vivir a Barranquilla.

## Locutor radial y narrador deportivo
Bueno Suárez fue uno de los pioneros en programación radial en Barranquilla dedicada a la música vallenata. En la década de 1960, Bueno Suárez mantuvo el programa "Festival Vallenato", en el que difundía música, comentarios sobre el folclor vallenato, y realizaba entrevista a las agrupaciones.
Luego de trabajar en ventas, el 17 de diciembre de 1969 Lenín probó suerte como locutor de radio en la Emisora Atlántico con su nuevo programa "Festival Vallenato", que perduró cuatro años. En 1973, Lenín cambió de emisora, pero pasó con su programa de vallenatos a la La Voz de Barranquilla, emisora local propiedad de Radio Cadena Nacional (RCN).
Lenín también alternó su pasión por el vallenato con el fútbol, y fue narrador deportivo, en especial de los partidos de su equipo favorito, el Junior de Barranquilla.

## Creación del Binomio de Oro
A Lenín le atribuyen en gran parte la creación de la agrupación vallenata el Binomio de Oro. En 1976, Lenín era promotor y productor de la disquera Sonolux, y desde su programa radial promocionaba a las agrupaciones vallenatas. El 16 de junio de 1976, Lenín les propuso a Rafael Orozco Maestre e Israel Romero que grabaran para Sonolux bajo una nueva agrupación, ya que en esos momentos Orozco formaba agrupación con Emilio Oviedo, e Israel con el cantante Daniel Celedón. Ambos aceptaron la oferta, y comenzaron presentaciones el 10 de julio de 1976, este mismo día Lenín fue el encargado de bautizar a la agrupación "El Binomio de Oro".
«El 15 de junio llegó Israel Romero con Daniel Celedón a promocionar su disco. Llegaron Rafael Orozco y Emilio Oviedo y les pasé invitación a ellos. Estábamos en nuestro apartamento el 16 de junio y fue cuando hice la propuesta para grabarle para Sonolux, porque yo era promotor y productor en esos momentos. Le dijimos entonces a Rafael Orozco e Israel Romero que por qué no conformábamos ese conjunto. En Sabanalarga nos habían traído un baile firmado para el 10 de julio con Rafael Orozco y con Emilio Oviedo y les dije: “Si ustedes aceptan conformar este grupo, el 10 de julio en vez de que vaya Emilio Oviedo, va Israel Romero”. Bueno, aceptaron, se fueron para Villanueva. El viernes me llaman y me dice Israel, Rafael, por teléfono: “Cuente que el conjunto es tuyo”. Allí iniciamos nosotros ese periplo de grandes grupos como lo fue el conformar al Binomio de Oro. »

## Composiciones
Algunas de las composiciones de "Leabus":
- Soy parrandero y qué: paseo vallenato grabado en 1976 por Los Hermanos Zuleta (Poncho Zuleta y Emilianito Zuleta) en el álbum Dos Estrellas.
- La parranda es pa' amanecer: El primero en grabar este tema fue el juglar vallento Alejo Durán.[3] La canción también fue grabada en 1978 por el Binomio de Oro (Rafael Orozco Maestre e Israel Romero) en el álbum Enamorado como siempre.
- Drama provinciano: grabada en 1981 por la agrupación El Doble Poder (Daniel Celedón e Ismael Rudas) con la participación Jorge Celedón y "la india" Mélida Yara, en el álbum titulado Excelente.[5]
- El diario de mi vida.
- Pena y dolor.
- Qué mujer . Paseo compuesto en 1975 para su esposa Marielena Escolar y grabada en 1977 por Los Hermanos Zuleta (Poncho Zuleta y Emilianito Zuleta) en el álbum "El cóndor legendario" bajo el sello CBS, hoy conocido como Sony Music.
- Nostalgia Estudiantil.
- Siempre Unidos.
- Ella.
- El que espabila pierde: fue el primer vallenato grabado por una Orquesta Filarmónica Raymond Lefèvre de París.[6]
- Más que amigos.
- Gracias al cielo.
- Estrella fugaz.
- El loco de mama.
- Compadre del alma.
- Por vanidad.
- Niño rebelde.
- El Fregao.

## Fallecimiento
La salud de Lenín se complicó el 27 de noviembre de 2019, cuando veía por televisión el partido de clasificación del equipo Junior de Barranquilla ante el equipo Deportes Tolima, en el que se disputaba la clasificación a la final del Torneo Finalización 2019 en el estadio Manuel Murillo Toro de Ibagué. El empate 2-2 clasificó al Junior, pero la tensión del partido le ocasionó un ataque cardíaco.
Bueno Suárez murió la noche del 27 de noviembre de 2019 a causa de un infarto en la Clínica La Merced, en Barranquilla, Colombia. En sus últimos diez años de vida, Lenín padeció un tumor en la cabeza.
La Sociedad de Autores y Compositores de Colombia (Sayco), expresó sus «condolencias a la familia de Bueno» y exaltó el «legado musical del compositor».

## Homenajes
En 2014, Lenín fue homenajeado por su trayectoria artística en el Festival Distrital de Música de Acordeón de Barranquilla.